# Бардин, Джон
Джон Ба́рди́н (англ. John Bardeen; 23 мая 1908, Мадисон, Висконсин, США — 30 января 1991, Бостон, Массачусетс, США) — американский физик, один из пяти человек, получивших за свою жизнь по две Нобелевские премии; единственный учёный в истории, получивший две Нобелевские премии по физике: в 1956 году за транзистор совместно с Уильямом Брэдфордом Шокли и Уолтером Браттейном и в 1972 году за основополагающую теорию обычных сверхпроводников совместно с Леоном Нилом Купером и Джоном Робертом Шриффером. Сейчас эта теория называется теорией Бардина — Купера — Шриффера, или просто БКШ-теория.
Член Национальной академии наук США (1954), иностранный член Лондонского королевского общества (1973), Академии наук СССР (1982).

## Юные годы и образование
Джон Бардин родился в Мэдисоне, штат Висконсин, США в семье Чарльза и Алтеи Бардин. Чарльз Бардин был профессором анатомии в университете Висконсина, там же способствовал созданию медицинской школы. Алтея Бардин до замужества преподавала в Лабораторной Школе Дэви и управляла фирмой по внутреннему декорированию. После замужества она стала заметной фигурой в мире искусства.
Математический талант Бардина дал рано о себе знать. Его учитель по математике за седьмой класс побуждал Бардина решать усложнённые задачи и впоследствии Бардин благодарил его за «то, что он первым разбудил его интерес к математике».
Бардин окончил школу в возрасте 15 лет, хотя он мог окончить её ещё несколькими годами ранее. Задержка с окончанием школы была связана с прослушиванием дополнительных дисциплин в другой школе, а также со смертью матери. Он поступил в Висконсинский университет в 1923 году.
В колледже он вступил в братство Зета-Пси (англ. Zeta Psi). Часть необходимого вступительного взноса он заработал игрой на бильярде.
Бардин получил степени бакалавра и магистра по электрической технике в 1928 году. Он прослушал все курсы лекций по физике и математике, которые были ему интересны, и окончил университет за 5 лет — на год дольше, чем обычно. Это позволило ему одновременно написать магистерскую диссертацию под руководством Лео Петерса. Его наставниками в математике были Уоррен Уивер и Эдвард Ван Флек. Главным наставником по физике был Джон Хазбрук Ван Флек, но также большое влияние на него оказывали приходящие учёные, как Поль Дирак, Вернер Гейзенберг и Арнольд Зоммерфельд.

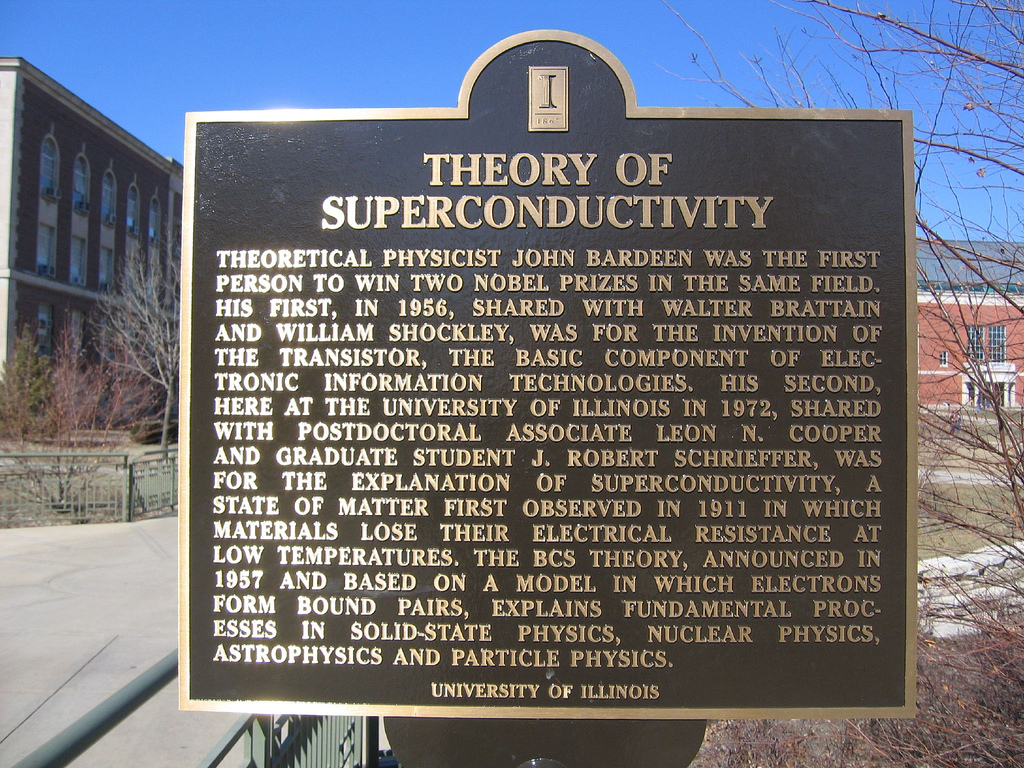
Мемориальная доска памяти Бардина и теории Сверхпроводимости, в Иллинойсском университете в Урбане и Шампейне

Некоторое время после окончания университета Бардин оставался в Висконсине, продолжая свои исследования, но затем перешёл работать на три года в Gulf Research Laboratories — исследовательское отделение компании Gulf Oil из Питтсбурга. После того как эта работа перестала интересовать его, он подал заявление и был принят на аспирантскую программу по математике в Принстонском университете.
Бардин изучал математику и физику в качестве аспиранта, и впоследствии написал диссертацию для получения степени доктора философии по математической физике (аналог степени кандидата физико-математических наук) в области физики твёрдого тела под руководством лауреата Нобелевской премии Юджина Вигнера. Он получил степень в Принстоне в 1936 году. Из-за смерти отца Бардин не смог закончить свою диссертацию до начала работы в Гарвардском университете по постдоковской стипендии и вынужден был дописывать её в течение первого семестра своего пребывания там.

## Семья
В Принстоне, во время визита к своему старому другу в Питтсбург он встретил Джэйн Максвелл. Они поженились ещё до его отъезда из Принстона. У них было трое детей, Джеймс, Уильям и Элизабет, и шесть внуков. Сыновья — физики Джеймс Бардин и Уильям Бардин.

## Последующая жизнь и карьера
Осенью 1938 года Бардин приступил в выполнению обязанностей ассистент-профессора в Миннесотском университете.
В 1941 году разгорелась мировая война, и коллеги убедили Бардина перейти на работу в артиллерийскую лабораторию ВМС США. Предполагалось, что он проработает там четыре года. В 1943 году ему предложили участвовать в Манхэттенском проекте, но он отказался по семейным причинам. За свою службу в артиллерийской лаборатории он был награждён Медалью за похвальную гражданскую службу.
По окончании второй мировой войны Бардин попытался вернуться в академические круги. Однако Университет Миннесоты не осознал важности молодой области — физики твёрдого тела. Ему предложили только небольшое повышение. Знания по физике твёрдого тела сделали Бардина бесценной фигурой для лабораторий Белла, которые только что открыли отдел твёрдого тела. Помня, что университет не оказал поддержки его исследованиям, он решил в 1945 году принять соблазнительное предложение от лабораторий Белла.

### Лаборатории Белла
В октябре 1945 года Бардин начал работать в Лабораториях Белла. Он с семьёй переехал в город Саммит в Нью-Джерси, который находился в пределах поездки на автобусе от исследовательского кампуса Мюррэй Хилл. Он вновь подружился с Уолтером Браттэйном, с которым прежде познакомился через его брата. Брат Браттэйна также был аспирантом в Принстоне. 23 декабря 1947 года Бардин, Браттэйн и Уильям Шокли (менеджер Бардина на тот момент) создали транзистор.

### Возврат в академические круги
Бардин примкнул к инженерному факультету Университета Иллинойса в 1951 году Первым аспирантом Бардина был Ник Холоньяк (1954 г) — изобретатель первого видимого лазера и светодиода в 1962 году.
Совместно с Леоном Купером и Робертом Шриффером Бардин работал над теорией обычных сверхпроводников, которая была названа в их честь — теория БКШ. За эту работу его наградили Нобелевской премией в 1972 году.
Бардин получил Медаль почёта IEEE в 1971 году за «выдающийся вклад в понимание проводимости твёрдых тел, изобретение транзистора и микроскопическую теорию сверхпроводимости».
Бардин славился своей скромностью. Несмотря на то, что он почти 40 лет был профессором в Иллинойсе, его соседи и студенты помнили его в основном за его пикники, на которых он готовил еду для своих друзей, многие из которых и не подозревали о его достижениях в университете. В его честь назван двор в инженерном отделении университета Иллинойса. 

### Ксерокс
Бардин был значимым советником корпорации Ксерокс. Несмотря на свою тихую натуру, он предпринял нехарактерный для него шаг, убеждая менеджеров Ксерокса поддержать исследовательский центр в Калифорнии — Ксерокс Парк, — когда головная компания считала, что её исследовательский центр приносит мало пользы.

### Смерть
Бардин умер от остановки сердца 30 января 1991 года.

## Награды и признание
- 1952 — Медаль Стюарта Баллантайна
- 1954 — Медаль Джона Скотта
- 1954 — Премия Оливера Бакли
- 1956 — Нобелевская премия по физике
- 1962 — Премия Фрица Лондона
- 1965 — Национальная научная медаль США
- 1971 — Медаль почёта IEEE
- 1972 — Нобелевская премия по физике
- 1973 — Медаль Джеймса Мэдисона
- 1975 — Медаль Франклина
- 1977 — Президентская медаль Свободы
- 1983 — Вашингтонская премия
- 1984 — Премия основателей NAE
- 1987 — Большая золотая медаль имени М. В. Ломоносова
- 1988 — Премия Гарольда Пендера

## Сочинения
- Дж. Бардин, Дж. Шриффер Новое в изучении сверхпроводимости = Recent developments in superconductivity. / Пер. Н. И. Гинзбург. Под ред. В. Л. Гинзбурга и Л. П. Горькова. — М. : Физматгиз, 1962. — (Современные проблемы физики).